# Dolina (miasto)

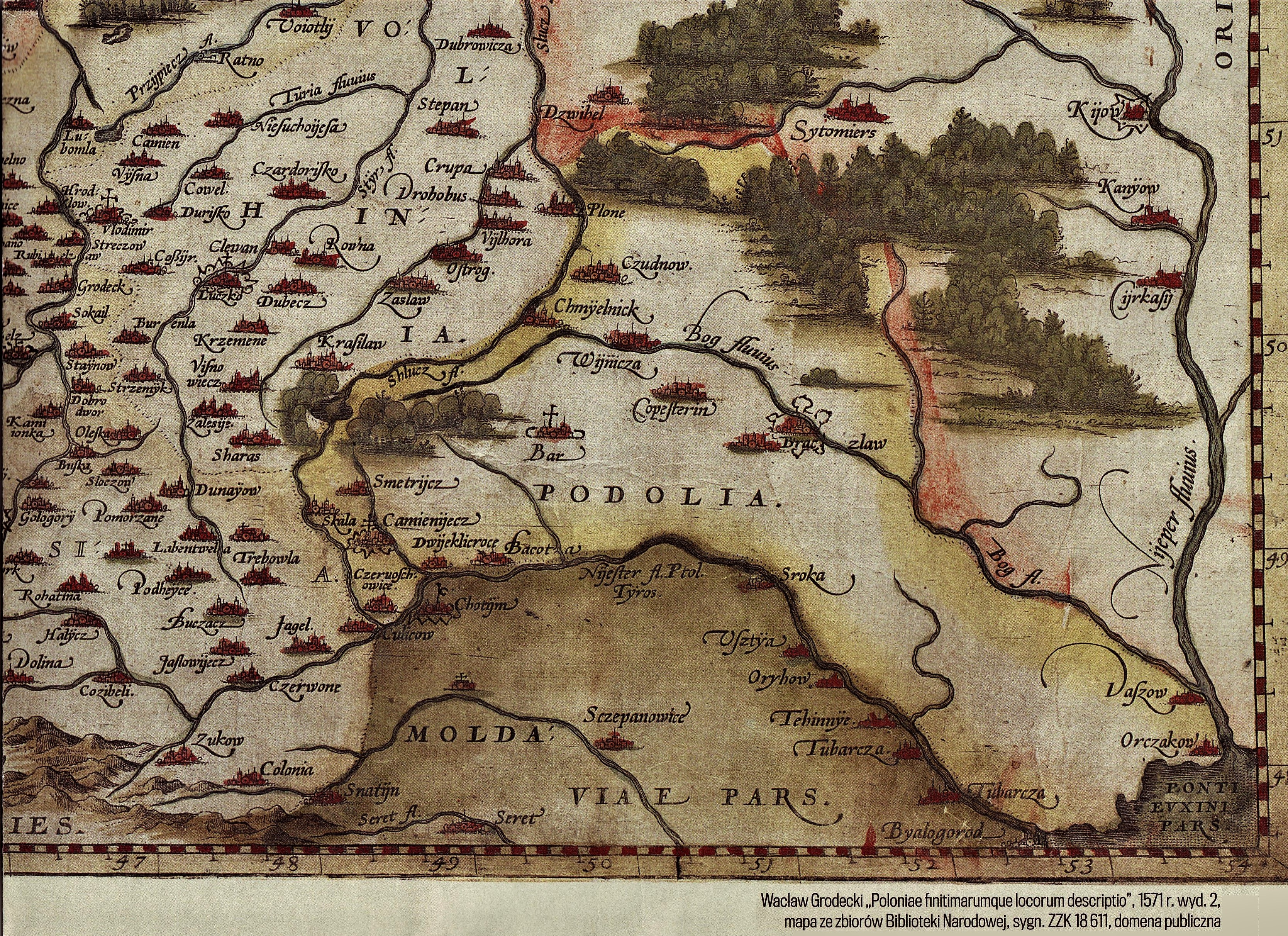
Miasto na mapie Wacława Grodeckiego, Poloniae finitimarumgue locarum descriptio

Dolina (ukr. Долина, Dołyna) – miasto na Ukrainie, w rejonie kałuskim obwodu iwanofrankiwskiego. 20 716 mieszkańców (2020), dla porównania spis powszechny w 2001 zanotował ich 20 696.
Miasto królewskie lokowane w 1431 roku położone było w XVI wieku w województwie ruskim.
Do 1772 w granicach Rzeczypospolitej, w latach 1772–1918 roku – miasto powiatowe pod zaborem austriackim w Królestwie Galicji i Lodomerii w Cesarstwie Austriackim. W latach 1918–1939 – miasto powiatowe w województwie stanisławowskim w Rzeczypospolitej.

## Historia
Dolina została założona w X wieku na terenach bogatych w złoża soli. W XII wieku mieszkańcy zajmowali się wydobyciem soli, rolnictwem i hodowlą bydła. W tym czasie w Dolinie powstał klasztor Wniebowstąpienia Pańskiego, a mnich Teoklist zaczął prowadzić kronikę miejscowości. 1472 rok to pierwsza znana data pojawienia się Żydów w Dolinie. W 1565 i 1570 roku należała do żupy dolińskiej. W XVI wieku osiedlili się z Dolinie pierwsi Żydzi. W 1525 roku miasto lokowano na prawie magdeburskim; miejscowość otrzymała wówczas prawo warzenia soli. W 1594 roku najazd tatarski wyrządził miastu znaczne szkody.
Po rozbiorach Rzeczypospolitej w 1791 roku Austriacy krótkotrwale (na kilka lat) odebrali Dolinie prawa miejskie. W 1811 roku w ramach reformy oświatowej w mieście powstała dwuklasowa szkoła ogólna, a pod koniec tego wieku – pięcioklasowa szkoła męska i czteroklasowa (później sześcioklasowa) szkoła żeńska z językiem polskim. Nie powiodły się starania mieszkańców o utworzenie szkoły z językiem ukraińskim.
W roku 1900 w mieście powstała Dolińska Warzelnia Solanek.

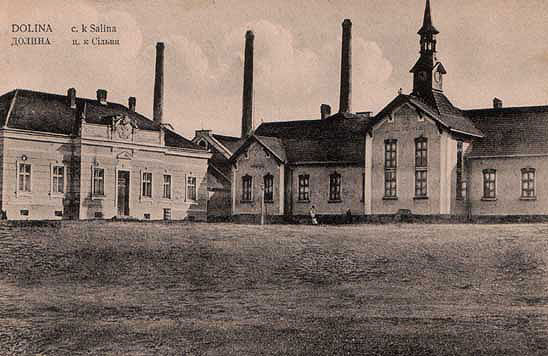
Warzelnia soli

Według spisu powszechnego z 1921 roku w Dolinie mieszkało 3280 Polaków, 2945 Rusinów (Ukraińców), 2014 Żydów, 522 Niemców i 5 osób innej narodowości.
W mieście miał swoją siedzibę Inspektorat Straży Celnej „Dolina”. Od 1937 roku stacjonowała też 3 kompania batalionu ON „Stryj”. Także w 1937 w Dolinie obchodzono 25-lecie miejscowego gimnazjum.
We wrześniu 1939 roku Dolinę zajęła Armia Czerwona. 2 lipca 1941 roku miasto zdobyły wojska węgierskie, które miesiąc później oddały miejscowość pod okupację niemiecką. W latach 1942–1944 Niemcy dokonali zagłady ludności żydowskiej; według danych sowieckich zabito 2546 żydowskich mieszkańców miasta; część na miejscu (największa akcja – 3 sierpnia 1942 roku rozstrzelano prawie 2 tys. osób na kirkucie), pozostałych w obozie zagłady w Bełżcu. Za pomoc Żydom na rynku miejskim powieszono 20 mieszkańców Babijówki. Zdaniem Siekierki, Komańskiego i Różańskiego pod koniec 1943 roku z tego samego powodu Niemcy rozstrzelali w Dolinie 48 osób, głównie Polaków. Ponadto zdaniem tych autorów, około 100 polskich mieszkańców Doliny poniosło śmierć z rąk ukraińskich nacjonalistów.
30 lipca 1944 roku Armia Czerwona ponownie zajęła miasto. Do końca 1945 roku ponad 6 tys. polskich mieszkańców wysiedlono do Polski.

## Zabytki
- zamek[13]
- Kościół katolicki pw. Narodzenia Najświętszej Maryi Panny – parafia erygowana w 1429 r. Pierwszy kościół, drewniany, spalili Tatarzy, drugi, także drewniany, był na przełomie XVIII i XIX mocno zniszczony. Na jego miejscu w latach 1835–1836 r. został zbudowany trzeci kościół, murowany. Konsekrowany w 1838 r., zamknięty przez władze radzieckie w 1945 r., zamieniony na spichlerza, a później na halę sportową. Zwrócony katolikom w 1991 r., ponownie konsekrowany w 1994 r[14]. Proboszczem od 2009 r. jest ks. Krzysztof Panasowiec[15].

## Gospodarka
W mieście rozwinął się przemysł materiałów budowlanych, spożywczy oraz odzieżowy.

## Ludzie związani z Doliną
- Wołodymyr Horbowy – ukraiński adwokat, członek UWO i OUN
- Stanisław Jaworski – polski aktor teatralny i filmowy,
- Antoni Kępiński – polski psychiatra, naukowiec, humanista i filozof; twórca koncepcji metabolizmu energetyczno-informacyjnego i psychiatrii aksjologicznej,
- Jan Lewiński – ukraiński architekt tworzący we Lwowie,
- Witold Listowski – prezes Patriotycznego Związku Organizacji Kresowych i Kombatanckich w Warszawie,
- Edward Lorenz – sędzia, działacz społeczny
- Władysław Ogrodziński – polski prozaik, eseista, reportażysta, pracownik naukowy, działacz kulturalny i społeczny,
- Józef Stemler, ps.: Jan Doliński, Jan Dąbski, Józef Dąbrowski, krypt.: J.S., S. Dąbski – zastępca dyrektora Departamentu Informacji i Prasy Delegatury Rządu na Kraj, pedagog, członek PCK, dyrektor Polskiej Macierzy Szkolnej, działacz społeczny i oświatowy, członek Ligi Narodowej. Oskarżony w procesie szesnastu.
- Janusz Popławski, polski gitarzysta, kompozytor, aranżer, publicysta i wydawca.
- Jan Wajman – polski pisarz i dokumentalista, autor publikacji m.in. „My z kresowej ziemi”, „Urodzeni na dolińskiej ziemi”, „Chłopcy z Kresów”[17].

### Sprawiedliwi wśród Narodów Świata(Polacy ratujący Żydów w Dolinie)
- Maria i Leon Kowarzykowie[18]
- Władysław Kułyk (zamordowany przez Niemców za pomoc Żydom) i jego żona Julia (secundo voto Bartoszewska)[19]
- Michalina Kurc[20]

- Wojciech i Marianna Pulitowie[21]
- Lucjan Wilichnowski[22]
- Stanisław Wolski[23]
- Franciszek, Karolina i Michał Zabłoccy[24][25]

## Sport
Do 1939 roku w mieście funkcjonował klub piłkarski Huragan Dolina.

## Miasta partnerskie
- Grodzisk Wielkopolski
- Nowa Sarzyna[26]
- Niemodlin